# 1916 en combiné nordique
| Années du combiné nordique : 1913 - 1914 - 1915 - 1916 - 1917 - 1918 - 1919    |
| Décennies du combiné nordique : 1880 - 1890 - 1900 - 1910 - 1920 - 1930 - 1940 |

Cette page reprend les résultats de combiné nordique de l'année 1916.

## Festival de ski d'Holmenkollen
L'édition 1916 du festival de ski d'Holmenkollen fut remportée par le norvégien Gregorius Gravlid
devant ses compatriotes Lars Høgvold et Thorleif Haug, futur champion olympique.

## Championnats nationaux
En 1916, les championnats d'Allemagne et de France et d'Italie n'eurent pas lieu.

### Championnat de Finlande
Les résultats du championnat de Finlande 1916 manquent.

### Championnat de Norvège
Le championnat de Norvège 1916 se déroula à Trondheim, sur le Graakallbakken.
Le vainqueur fut Einar Søbstad, suivi par Otto Aasen et Lars Høgvold.

### Championnat de Suède
Le championnat de Suède 1916 a distingué Thor Lööf (de), du club Filipstads SF.

### Championnat de Suisse
Le Championnat de Suisse de ski 1916 a eu lieu, comme en 1908, à Engelberg.
Le champion 1916 fut Ernst Bächtold, de Davos.